# ケルシー・セルワ
ケルシー・セルワ（Kelsey Serwa, 1989年9月1日 - ）は、カナダの女子フリースタイルスキー選手。2018年平昌オリンピックスキークロス金メダリスト、2014年ソチオリンピックスキークロス銀メダリスト。

## 経歴
2歳のときにスキーをはじめ、当初はアルペンスキー選手として活動していたが、2007年にフリースタイルスキーに転向した。
オリンピック初出場となった2010年バンクーバーオリンピックスキークロスで5位入賞、2014年ソチオリンピックスキークロスで銀メダルを獲得、2018年平昌オリンピックスキークロスでは金メダルを獲得した。